# Vlaho Bukovac
Vlaho Bukovac, italsky Biagio Faggioni; (4. července 1855 Cavtat u Dubrovníku – 23. dubna 1922 Praha) byl chorvatský malíř.

## Život
Vlaho Bukovac v jedenácti letech opustil domov a po mnoha peripetiích procestoval celý svět.[zdroj⁠?!] V roce 1877 zakotvil v Paříži, kde se stal žákem Alexandre Cabanela, V Paříži se setkal s Václavem Brožíkem a Vojtěchem Hynaisem. Namaloval slavnostní oponu pro Národní divadlo v Záhřebu. Přes Vídeň se dostal do Prahy. V roce 1903 nastoupil jako profesor na Akademii výtvarných umění v Praze. Jeho ateliérem prošla řada osobností – mimo jiné: Emil Filla, Bohumil Kubišta, Bedřich Feigl, Gustav Porš a další.

## Dílo
Bukovac tvořil převážně portréty, ale nevyhýbal se ani krajinám. Původně realistický styl opustil a přes impresionismus se dostal až k pointilismu. Své obrazy signoval často velmi odlišně, a to Bukovac, Boukovatz nebo pseudonymem Andrez, v Bělehradě používal signaturu Bukovac, ale psal cyrilicí.

## Galerie

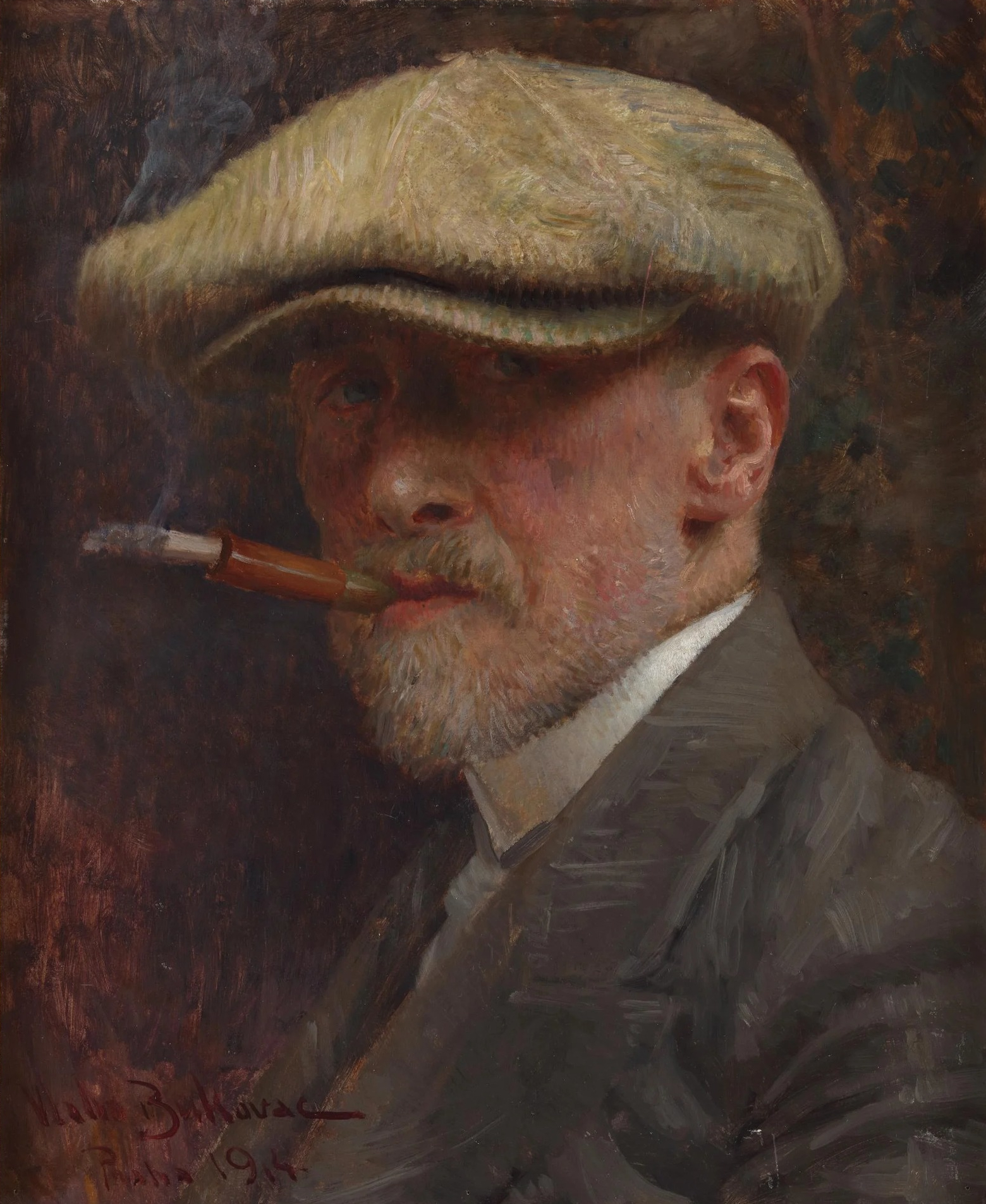
Autoportrét (kol 1900)
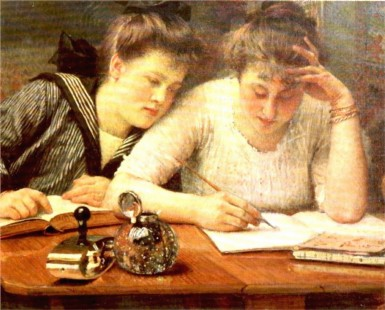
Hodina angličtiny
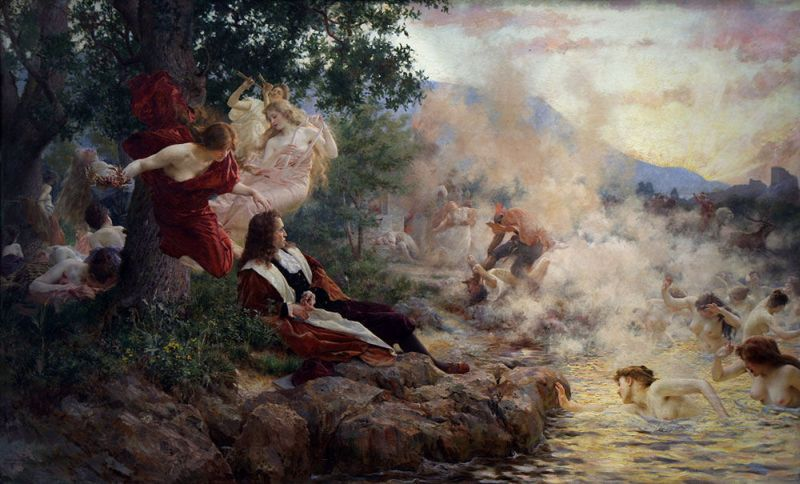
Gundulikův sen
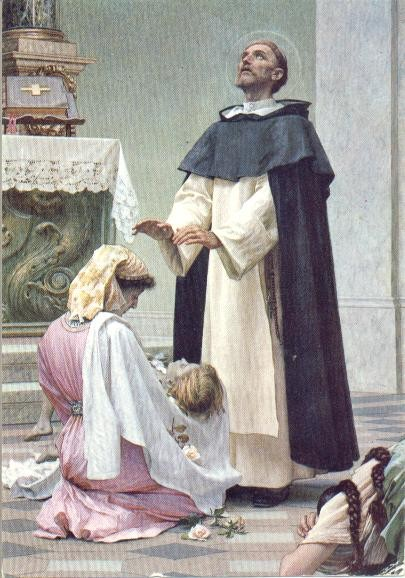
Svatý Dominik
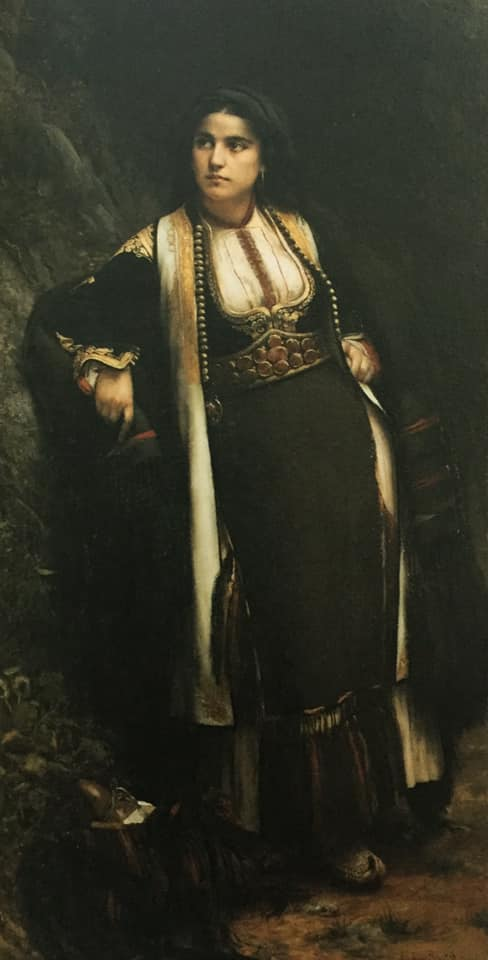
Černohorka
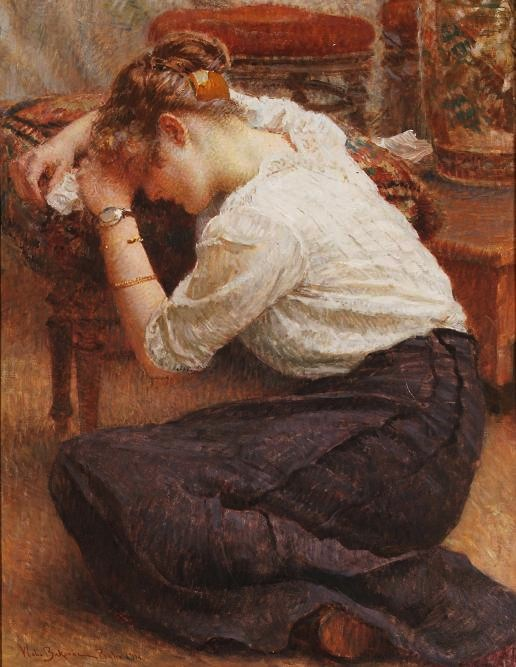
Opuštěná (1916)
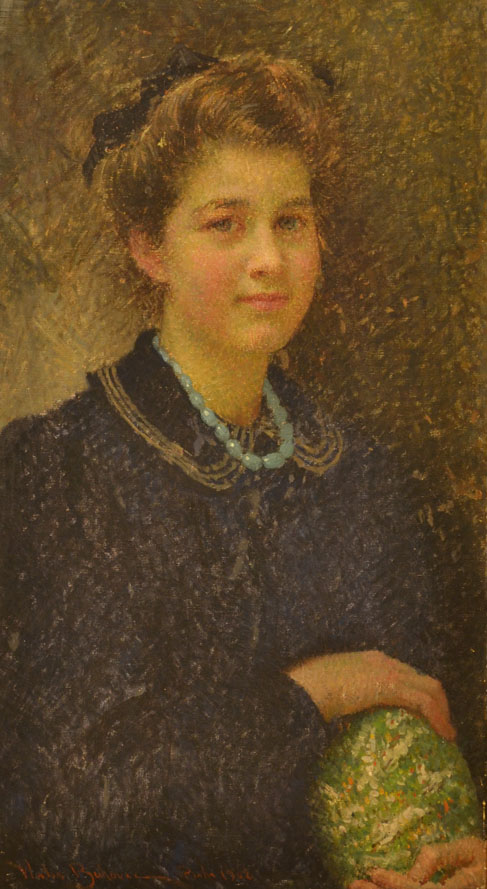
portrét Bukovacovi dcery Marie (1908)
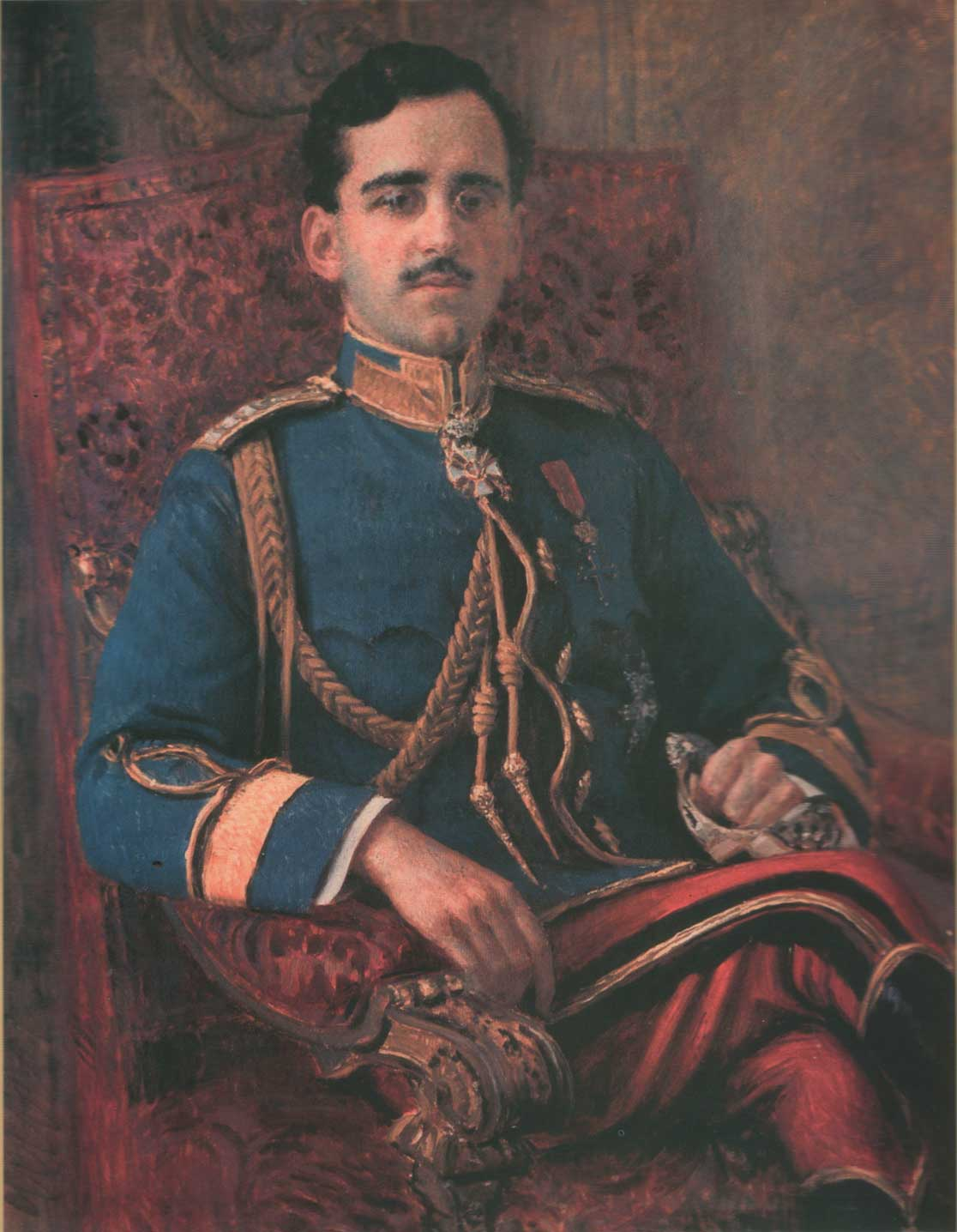
portrét krále Alexandra I. Karađorđeviće